# Penthesilenula kohanga
Penthesilenula kohanga är en kräftdjursart som först beskrevs av Rossetti, Eagar och Martens 1998.  Penthesilenula kohanga ingår i släktet Penthesilenula och familjen Darwinulidae. Inga underarter finns listade i Catalogue of Life.